# Michael Eisner
Michael Dammann Eisner (Mount Kisco, 7 de marzo de 1942) es un directivo y empresario estadounidense. Ha sido jefe de operaciones de Paramount Pictures entre 1976 y 1984, director ejecutivo de The Walt Disney Company desde 1984 hasta 2005, y fundador del fondo de inversión The Tornante Company.

## Biografía
Eisner pasó su infancia en el seno de una familia acomodada de Park Avenue (Nueva York), descendiente de inmigrantes judíos austríacos: su bisabuelo Sigmund Eisner había llegado a los Estados Unidos en el siglo XIX e hizo fortuna como empresario textil. Después de obtener el bachillerato por la Lawrenceville School en 1960, ingresó en la privada Universidad Denison de Ohio y se graduó en literatura inglesa en 1964.
Los inicios de su carrera profesional estuvieron ligados a las grandes cadenas de televisión estadounidenses. Tras un breve paso por la NBC y la CBS, en 1966 fue contratado por American Broadcasting Company (ABC) para asumir la dirección de la programación regional en el estado de Nueva York. Su labor llamó la atención de Barry Diller, quien recomendó su ascenso a la vicepresidencia de programación nacional en la década de 1970. Desde ese puesto se dedicó a desarrollar series como Días felices (1974) e impulsó la programación infantil.
Cuando Barry Diller se convirtió en el presidente de Paramount Pictures en 1976, Eisner le acompañó como jefe de operaciones de los estudios. Durante el mandato de Diller y Eisner, Paramount se caracterizó por aprobar proyectos de presupuesto ajustado que se convirtieron en éxitos de taquilla, como Fiebre del sábado noche (1977), Grease (1978), Aterriza como puedas (1980), En busca del arca perdida (1981), Beverly Hills Cop (1984), las tres primeras películas de la saga Star Trek y la serie Cheers (1982).

### The Walt Disney Company
En septiembre de 1984, Walt Disney Productions contrató a Eisner para el cargo de director ejecutivo, junto con Frank Wells como presidente y director financiero. En aquella época, Disney se encontraba en una situación delicada y se había producido una lucha de poder por la que Roy E. Disney forzó la salida del anterior responsable, Ron W. Miller. Para reflotar la compañía, Eisner reforzó al estudio de animación con el encargo de dos películas, ¿Quién engañó a Roger Rabbit? (1988) y La sirenita (1989), que resultaron un éxito de crítica y recaudación. Al mismo tiempo, adquirió The Jim Henson Company en 1990.
Eisner presentó en 1990 el ambicioso plan «década Disney», que pretendía diversificar las inversiones de Walt Disney Company hacia uno de los mayores grupos de medios de comunicación en los Estados Unidos. Por un lado, los estudios de animación resurgieron gracias al éxito de las series para televisión (Ducktales, Pato Darkwing, TaleSpin, Gárgolas) y de los largometrajes (La bella y la bestia, Aladdín, El rey león), así como el inicio de una fructífera colaboración en animación digital con los estudios Pixar. Por otra parte, se llevó a cabo la compra de la distribuidora Miramax (1993), los canales de televisión ABC y ESPN (1996) e incluso de dos equipos deportivos: los Mighty Ducks of Anaheim (hockey sobre hielo) y los Anaheim Angels (béisbol).
Las inversiones inmobiliarias en Walt Disney Parks and Resorts se mantuvieron con la construcción de numerosos parques de atracciones y complejos turísticos que expandirían la marca Disney a nivel mundial, entre ellos Disney's Hollywood Studios (1989), Euro Disneyland Resort (1992), el crucero Disney Cruise Line (1996) y Disney California Adventure (2001).
Frank Wells falleció en un accidente de aviación en 1994 y se esperaba que el sustituto fuese Jeffrey Katzenberg, responsable de Walt Disney Animation Studios. Sin embargo, Michael Eisner prefirió nombrar en su lugar a Michael Ovitz. Disgustado por la falta de confianza, Katzenberg abandonó Disney para fundar los estudios DreamWorks SKG con el apoyo financiero de Steven Spielberg y David Geffen, algo que terminaría afectando a todo el grupo Disney. Ovitz solo permaneció en la presidencia catorce meses, tras los cuales Eisner le despidió con una indemnización millonaria.
En 2003 el ejecutivo Roy E. Disney, último familiar directo de Walt Disney, dimitió de todos sus cargos y acusó a Eisner de haber convertido a Disney en una empresa «insaciable, sin alma». El papel de Eisner quedó debilitado por la caída de ingresos de Walt Disney Animation, la ruptura de relaciones con Pixar y una deuda superior a los 9000 millones de dólares en los últimos cinco años. En febrero de 2004 el operador de cable Comcast presentó una opa hostil sobre Disney valorada en 52 000 millones de dólares; aunque Eisner la rechazó, sí se mostró abierto a considerar ofertas más altas, algo que preocupó al consejo de administración. En el consejo anual de accionistas, celebrado el 3 de marzo, un 43 % de los accionistas —casi todos liderados por Roy Disney— votaron en contra de sus dos décadas de gestión. Eisner tuvo que dejar la presidencia de The Walt Disney Company en 2004 y se mantuvo como consejero delegado hasta 2005, cuando fue reemplazado por Robert Iger.

### The Tornante Company

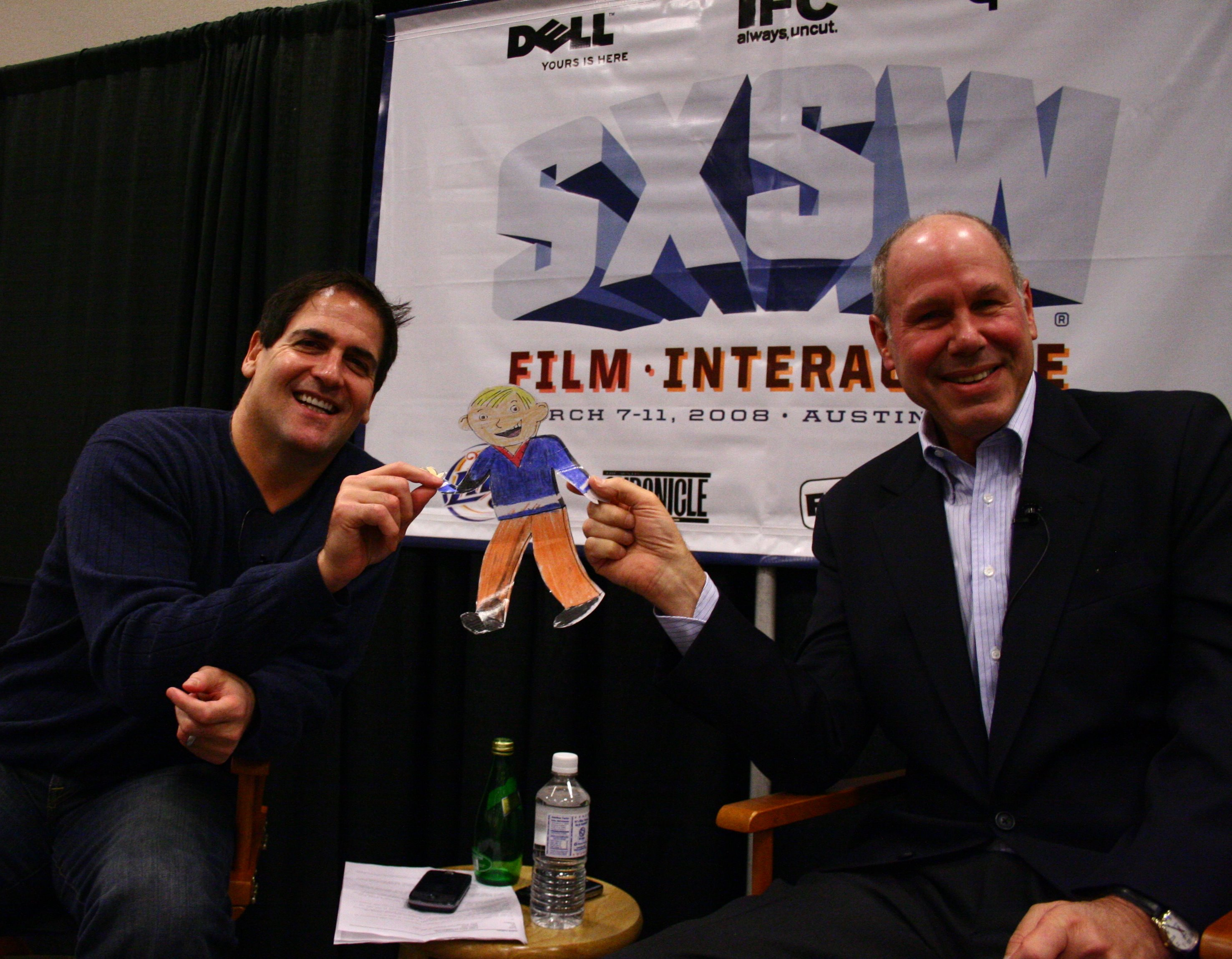
Mark Cuban y Michael Eisner en el festival SXSW (2008).

Al poco tiempo de abandonar The Walt Disney Company, Eisner fundó en 2005 el fondo de capital inversión The Tornante Company. A través de esa compañía ha impulsado la creación de la productora digital Vuguru (2006), la compra de la empresa de colecciones Topps (2007), y la financiación de series de televisión como Glenn Martin DDS, BoJack Horseman y Tuca & Bertie.
Entre 2006 y 2009 presentó en la CNBC el programa Conversations with Michael Eisner, en el que entrevistaba a emprendedores y directivos de empresas. En 2012 la Academia de Artes y Ciencias de la Televisión incluyó a Eisner en el Salón de la Fama de la Televisión.
Desde agosto de 2017 su fondo de inversión es propietario de un equipo inglés de fútbol, el Portsmouth Football Club.

## Vida personal
Michael Eisner está casado desde 1967 con Jane Breckenridge, con la que ha tenido tres hijos: Breck, Eric y Anders.
Breck Eisner, su hijo mayor, es director de cine y ha rodado películas como Sahara (2005) y El último cazador de brujas (2015); Eric Eisner es productor, mientras que Anders ha preferido alejarse de la industria cinematográfica y se dedica a desarrollar nuevas empresas.

## Obras
- Eisner; Schwartz, Michael; Tony (1999). Work in Progress: Risking Failure, Surviving Success. Kingswell. ISBN 0-786-88507-6.
- Eisner, Michael (2005). Camp. Grand Central Publishing. ISBN 0-446-53369-6.